# Hollywood v koncích
Hollywood v koncích (anglicky Hollywood Ending) je americká filmová komedie z roku 2002, napsaná a režírovaná Woodym Allenem, který si také zahrál hlavní roli.
Příběh pojednává o neurotickém režiséru nacházejícím se za vrcholem slávy, jenž se snaží vrátit zpět mezi přední celebrity filmového průmyslu. Silný niterný tlak však způsobí propuknutí disociativní poruchy, která stojí za jeho dočasným oslepnutím.
Další postavy ztvárnili Téa Leoni jako režisérova osudová žena Ellie, George Hamilton v roli Eda a Mark Rydell představující agenta Ala Hacka. Snímek metaforicky odráží Allenovu snahu z 90. let obnovit svou zašlou slávu v americké kinematografii. Režisér po týdnu propustil původního kameramana komedie Haskella Wexlera, když se nemohli shodnout na nasnímání některých záběrů. Nahrazen byl Wedigem von Schultzendorffem.

## Děj
Val Waxman (Woody Allen) je uznávaný filmový režisér, držitel dvou Oscarů, jehož sláva vyprchala během předchozích deseti let. Na živobytí si tak vydělává natáčením reklam. Jeho partnerkou je mladá herečka (Debra Messingová). Po marné snaze získat celovečerní projekt, dostává nabídku od studia Galaxy na velkorozpočtový snímek odehrávající se v New Yorku, kde žije. Novou šanci prosadila jeho bývalá manželka Ellie (Téa Leoni), producentka studia u svého současného snoubence a ředitele společnosti, kterým je Hal (Treat Williams).
Roztržitý Waxman však nemá Hala v lásce, protože jej připravil o manželku. Přesto nabídku, jako poslední životní šanci vrátit se na vrchol, přijímá. Krátce před natáčením však oslepne. Vyšetření neprokáží organický podklad. Příčinou je psychosomatická disociativní porucha. Začíná navštěvovat psychiatra. Sezení později odhalí jeho rozvrácený vztah se synem, za nímž se vydává, aby se udobřili.
Osleplý režisér chce z projektu odstoupit. Jeho agent Al Hack (Mark Rydell) ho však přemlouvá k pokračování. Aby nikdo nic nepoznal, při natáčení mu pomáhá asistent čínského kameramana, a posléze také jeho šokovaná bývalá žena, která se skutečnost dovídá uprostřed produkčních prací. V důsledku ztráty zraku dochází ke komickým situacím. Val své tajemství například vypoví mlčící novinářce, vonící stejným parfémem jako Ellie, nebo uznale zhodnotí návrh plakátu otočený zadní stranou.
Po ukončení denních prací 60miliónového projektu, je po tajném zhlédnutí nesestříhaných záběrů, s natočeným materiálem nespokojený šéf studia Hal. Pravdu o slepém režisérovi mu odhaluje partnerka Ellie. Po usmíření Vala se synem získává režisér opět zrak. Poprvé tak vidí projekci připravovaného snímku. Zděšený se zmůže na jedinou větu: „Zavolejte doktora Kevorkiana“, s odkazem na lékaře, který prováděl eutanazie. Přesto se pokusí nahodilé scény sestříhat a dát jim v postprodukci formu.
Ve Spojených státech získává snímek Hollywood ending negativní recenze a stane se propadákem. Přesto má Waxman důvod k radosti, když se dozvídá, že ve Francii, která určuje styl evropské kinematografie, je snímek vynášen do nebe. Ellie se rozchází s Halem a vrací se k němu. Společně odjíždí žít do vysněné Paříže, kde Val získává práci. V závěru novou situaci zhodnotí slovy: „Díky bohu že existují Francouzi“.

## Obsazení
| Téa Leoni         | Ellie          |
| George Hamilton   | Ed             |
| Treat Williams    | Hal            |
| Woody Allen       | Val Waxman     |
| Debra Messingová  | Lori           |
| Neal Huff         | jednatel       |
| Mark Rydell       | Al Hack        |
| Lu Yu             | kameraman      |
| Barney Cheng      | překladatel    |
| Isaac Mizrahi     | Elio Sebastian |
| Marian Seldes     | Alexandra      |
| Tiffani Thiessen  | Sharon Bates   |
| Peter Gerety      | psychiatr      |
| Greg Mottola      | asistent režie |
| Fred Melamed      | Pappas         |
| Jeff Mazzola      | rekvizitář     |
| Aaron Stanford    | herec          |
| Erica Leerhsenová | herečka        |
| Joe Rigano        | návrhář        |
| Mark Webber       | Tony Waxman    |